# Meare
Meare – wieś w Anglii, w hrabstwie Somerset, w dystrykcie (unitary authority) Somerset. Leży 35 km na południowy zachód od miasta Bristol i 189 km na zachód od Londynu. W 2001 miejscowość liczyła 1238 mieszkańców.